# Habitatge al carrer Montserrat, 95 (Esparreguera)
L'Habitatge al carrer Montserrat, 95 és una obra eclèctica d'Esparreguera (Baix Llobregat) inclosa a l'Inventari del Patrimoni Arquitectònic de Catalunya.

## Descripció
Habitatge ubicat en una cantonada, estructurat en planta baixa, pis i golfes. Està fet amb reble després arrebossat. Té dues entrades a la planta baixa, una és un arc escarser, de dimensions majors i l'altre, allindada. Els pisos estan separats per motllures que recorren tota la façana. Al primer pis hi ha dos balcons; la base aprofita la motllura però a més hi ha dues mènsules a mode de suports. Les obertures estan flanquejades per pilastres en baix relleu que suporten un fals entaulament amb un relleu major. Les golfes tan sols tenen dues petites obertures quadrangulars, alineades amb els balcons. L'edifici es remata amb una cornisa a mode de ràfec suportada per mènsules.